# Arun Kumar Sinha (2e baron Sinha)
Arun Kumar Sinha, 2e baron Sinha, né le 22 août 1887 à Calcutta et mort le 11 mai 1967,, est un avocat indien et noble britannique.

## Biographie
Il est le troisième des sept enfants, et le premier fils, de Satyendra  Sinha, avocat et juriste anobli dans la pairie du Royaume-Uni par le roi George V en 1919. Arun Sinha devient à son tour barrister (avocat plaidant), dans son Inde natale. À la mort de son père en 1928, il demande à être reconnu comme 2e baron Sinha et pouvoir siéger à la Chambre des lords. Il n'existe toutefois pas de registre attestant le mariage de ses parents, ni sa naissance, et donc sa légitimité. Un comité parlementaire est établi pour étudier la question, mais ce n'est qu'en 1939 qu'Arun Sinha est formellement invité à prendre son siège à la Chambre des lords. Empêché par la Seconde Guerre mondiale, il ne siège qu'à partir du 1er août 1945,,,.
Il se marie en 1916 et, à la mort de son épouse trois ans plus tard, épouse la sœur de celle-ci. Il a deux filles de son premier mariage, et deux fils et une fille de son second. À sa mort en 1967, son fils aîné Sudhindra Prasanna Sinha devient le 3e baron Sinha, mais ne revendique pas le titre et ne siège donc pas au Parlement du Royaume-Uni ; l'Inde est alors un État indépendant depuis 1947. Le deuxième fils d'Arun Sinha, Anindo Kumar Sinha, devient le 5e baron Sinha en 1992 à la mort de son neveu, le fils de son frère. Le 6e baron, Arup Kumar Sinha, est le fils d'Anindo Sinha. Aucun des fils et petit-fils d'Arun Sinha ne décide de siéger à la Chambre des lords, jusqu'à l'abolition en 1999 du droit héréditaire d'y siéger,,.